# Валдгейм
Валдгейм (рос. Валдгейм) — село у Біробіджанському районі Єврейської автономної області Російської Федерації.
Входить до складу муніципального утворення Валдгеймське сільське поселення. Населення становить 1912 осіб (2010).

## Історія
Згідно із законом від 26 листопада 2003 року органом місцевого самоврядування є Валдгеймське сільське поселення.

## Населення
| 2002 | 2010  |
| ---- | ----- |
| 2018 | ↘1912 |